# Le Piège afghan

Le Piège afghan est un téléfilm français réalisé par Miguel Courtois et diffusé pour la première fois le 25 novembre 2011 sur Arte.

## Synopsis
Médecin dans une base militaire française en Afghanistan, Nadia, la trentaine, travaille pour la coalition qui réunit les grandes puissances occidentales. Envoyée en mission dans un village occupant une position stratégique, son convoi tombe dans une embuscade. Nadia et un soldat d'origine tadjik sont capturés par un groupe de talibans dirigé par Abdullah, un Pakistanais. Alors que le soldat est égorgé, Nadia est miraculeusement relâchée grâce à l'intervention d'un chef pachtoun, Hassan Walli, qu’elle a connu dix ans plus tôt à Paris. Utilisant ce lien d'amitié, le colonel Leroy, de la Direction générale de la Sécurité extérieure (DGSE), demande alors à la jeune femme de se rapprocher d'Hassan, perçu comme un modéré hostile à Al-Qaïda...

## Fiche technique
- Réalisation : Miguel Courtois
- Scénario : Didier Lacoste et Quentin Raspail
- Pays de production :  France
- Production : Quentin Raspail
- Directeur de la photographie : David Quesemand
- Musique : Thierry Westermeyer
- Durée : 91 minutes
- Genre : drame
- Date de diffusion : 25 novembre 2011 sur Arte

## Distribution
- Marie-Josée Croze : Nadia
- David Kammenos : Hassan Walli
- Samuel Le Bihan : Saint-Sauveur
- Christian Charmetant : Leroy
- Sonia Mankaï : Tamana
- Antonio Ferreira : Robin
- Gurshad Shaheman : Hamid
- Sandrine Cohen : Clara
- Jean-Pierre Sanchez : Kevin
- Clément Brun : Tony